# Дејан Каран
Дејан Каран (Нови Сад, 13. август 1988) је српски фудбалер који игра на позицији централног бека.